# Helle Moltke
Helle Kirsten Flamand, gift grevinde Moltke (født 30. maj 1947) er en dansk godsbestyrer og kammerdame, mor til Caroline Heering.
Hun var første gang gift med Erik Wilhelm Kjær. I sit andet ægteskab giftede hun sig i 1987 med cand.polit., kaptajn Norman Ivar Frederik greve Moltke til Lystrup og Jomfruens Egede (født 2. april 1945), som allerede døde af kræft 27. januar året efter. Hun var da gravid med sønnen, Joachim Godske Norman greve Moltke, som arvede godserne, der bestyres af Helle Kirsten Flamand Moltke, mens sønnen uddanner sig til agronom.
I 2008 blev hun udnævnt til kammerdame. Hun bærer også Phønix Ordenen.